# Dendrelaphis biloreatus
Dendrelaphis biloreatus – gatunek nadrzewnego węża z rodziny połozowatych (Colubridae), żyjącego w południowej Azji.

## Systematyka
Zwierzęta te zalicza się do rodziny połozowatych, do której zaliczano je od dawna. Starsze źródła również umieszczają Dendrelaphis w tej samej rodzinie Colubridae, używając jednak dawniejszej polskojęzycznej nazwy: wężowate albo węże właściwe. Poza tym Colubridae zaliczają do infrapodrzędu Caenophidia, czyli węży wyższych. W obrębie rodziny rodzaj Dendrelaphis należy natomiast do podrodziny Ahaetuliinae.

## Rozmieszczenie geograficzne
Zasięg występowania Dendrelaphis biloreatus obejmuje południowe Chiny, północno-wschodnie Indie i północną Mjanmę; stwierdzenie z Wietnamu wymaga potwierdzenia.

## Ekologia
Jak inni przedstawiciele swego rodzaju Dendrelaphis, wiedzie nadrzewny tryb życia. Zamieszkuje lasy pierwotne i wtórne (dojrzałe) położone głównie na nizinach, radzi sobie też dobrze na terenach rolniczych i w buszu.

## Zagrożenia i ochrona
Nie ma poważnych zagrożeń dla tego gatunku. Chociaż na obszarze jego zasięgu występowania ma miejsce wylesianie, gatunek bardzo dobrze przystosowuje się do zmienionych warunków.